# Pseudepione shiraii
Pseudepione shiraii là một loài bướm đêm trong họ Geometridae.